# Eerste klasse 2004-05 (voetbal België)
Het seizoen 2004/05 van de Belgische Jupiler League ging van start op 6 augustus 2004 en eindigde op 23 mei 2005. Club Brugge werd landskampioen op 15 mei 2005 na een beslissende match tegen traditionele rivaal RSC Anderlecht. De spanning op het seizoen duurde tot op het einde, aangezien de kampioen en de degraderende teams pas op de 33ste van de 34 speeldagen beslist werden. Bovendien moest de derde plaats, die recht gaf op een ticket voor de UEFA Cup, beslist worden in een testmatch, wat nog nooit voorgevallen was.

## Gepromoveerde teams
Deze teams waren gepromoveerd uit de Tweede Klasse voor de start van het seizoen:
- FC Brussels (kampioen in de tweede klasse)
- KV Oostende (eindrondewinnaar)

## Degraderende teams
Deze teams degradeerden naar Tweede Klasse op het eind van het seizoen:
- KV Oostende
- RAEC Mons

## Titelstrijd
Zoals vaak de laatste jaren bezetten de topclubs RSC Anderlecht en Club Brugge reeds de eerste twee plaatsen in de rangschikking na 5 speeldagen. Brugge was toen al eerste en zou op die positie blijven tot het einde. De Brusselse club daarentegen slaagde er onder leiding van trainer Hugo Broos niet in regelmaat te tonen, en hij werd na een 0-0-gelijkspel tegen KAA Gent ontslagen. Met de nieuwe coach, Franky Vercauteren kende Anderlecht, na aanvankelijke een 0-1-nederlaag tegen Oostende, toch een reeks goede resultaten. Gepaard met enkele mindere resultaten van rivaal Brugge, leidde dit tot een verschil van 6 punten tussen beide clubs na 32 speeldagen. De topper Brugge-Anderlecht op de 33ste speeldag kon zodoende beslissend zijn voor beide clubs. De wedstrijd eindigde in een 2-2-gelijkspel, wat genoeg was voor de West-Vlamingen.
Club Brugge behaalde zijn titel vooral door amper punten te laten liggen tegen de kleinere clubs, en niet door resultaten in de toppers, wat uit de volgende tabel blijkt (deze toont de punten die de ploegen uit de top 4 onderling tegen elkaar behaalden):
| Club        | Punten |
| ----------- | ------ |
| Anderlecht  | 13     |
| Standard    | 8      |
| Club Brugge | 6      |
| Genk        | 5      |

## Europese strijd
Aangezien RSC Anderlecht en Club Brugge zich al vlug op de eerste twee plaatsen hadden genesteld, bestond de strijd voor een Europese ticket vooral uit de strijd voor het UEFA Cup-ticket, dat verbonden was met de 3de plaats in de eindstand. Vier clubs waren serieuze kandidaten voor deze plaats: Standard, Genk, Charleroi en KAA Gent. De laatste twee teams lieten het uiteindelijk te vroeg afweten. Voor de laatste speeldag stond Standard 2 punten voor op Genk, maar de Luikenaars verspeelden die voorsprong na een 1-1 tegen degradant Oostende, terwijl Genk een 1-3-zege behaalde bij Cercle Brugge. Aangezien beide ploegen evenveel punten en ook evenveel overwinningen hadden, moest een testmatch (in twee duels) gespeeld worden. Standard won de eerste wedstrijd met 3-1, maar verloor met een slecht 3-0-resultaat de terugmatch, en verspeelde zo het Europees ticket voor volgende seizoen.

## Degradatiestrijd
Na slechte resultaten aan het begin van het seizoen, werden vijf teams genoemd voor de degradatiestrijd: Sint-Truiden, Excelsior Moeskroen en nieuwkomers FC Brussels en KV Oostende, samen met Bergen. Beveren kwam na een reeks slechte resultaten ook op deze lijst terecht. Na de 32e speeldag was de stand als volgt:
| Club         | Punten |
| ------------ | ------ |
| Lierse       | 35     |
| Sint-Truiden | 33     |
| Beveren      | 31     |
| Moeskroen    | 30     |
| Brussels     | 30     |
| Bergen       | 26     |
| Oostende     | 26     |

Lierse en Sint-Truiden stonden al op een veilige plaats. Bergen en Oostende moesten winnen of gelijkspelen om nog enige kans te maken, maar beide verloren (beide met 2-0 tegen respectievelijk Moeskroen en La Louvière).

## Personen en sponsors
| #  | Club                | Plaats              | Stadion                      | Capac. | Trainer             | Vorige trainers seizoen 2004/05 | Aanvoerder                       | Hoofdsponsor                |
| -- | ------------------- | ------------------- | ---------------------------- | ------ | ------------------- | ------------------------------- | -------------------------------- | --------------------------- |
| 1  | KAA Gent            | Gent                | Jules Ottenstadion           | 18.215 | Georges Leekens     |                                 | Jacky Peeters / Frédéric Herpoel | VDK Spaarbank               |
| 2  | RSC Anderlecht      | Anderlecht          | Constant Vanden Stockstadion | 28.063 | Frank Vercauteren   | Hugo Broos                      | Glen De Boeck / Pär Zetterberg   | Fortis                      |
| 3  | KSK Beveren         | Beveren             | Freethiel                    | 13.290 | Herman Helleputte   |                                 | Barry Boubacar Copa              | SportsTech                  |
| 4  | Excelsior Moeskroen | Moeskroen           | Le Canonnier                 | 9.000  | Geert Broeckaert    | Philippe Saint-Jean             | Francky Vandendriessche          | Meubelen Toff               |
| 5  | Cercle Brugge       | Brugge              | Jan Breydelstadion           | 13.213 | Harm van Veldhoven  |                                 | Denis Viane                      | Standaard Boekhandel / 1207 |
| 6  | Club Brugge         | Brugge              | Jan Breydelstadion           | 29.975 | Trond Sollied       |                                 | Timmy Simons                     | Dexia                       |
| 7  | Germinal Beerschot  | Antwerpen           | Olympisch Stadion            | 10.030 | Marc Brys           |                                 | Daniel Cruz                      | Sun Telecom                 |
| 8  | FC Brussels         | Sint-Jans-Molenbeek | Edmond Machtensstadion       | 15.266 | Robert Waseige      | Emilio Ferrera                  | Alan Haydock                     | Brahy                       |
| 9  | RAEC Mons           | Bergen              | Stade Charles Tondreau       | 13.000 | Jos Daerden         |                                 | Olivier Suray                    | Euphony                     |
| 10 | RAA Louviéroise     | La Louvière         | Stade Communal du Tivoli     | 13.500 | Albert Cartier      |                                 | Gunther Van Handenhoven          | CPH Banque                  |
| 11 | Lierse SK           | Lier                | Herman Vanderpoortenstadion  | 14.538 | Paul Put            |                                 | Yves Van Der Straeten            | Krefima                     |
| 12 | KSC Lokeren         | Lokeren             | Daknamstadion                | 9.560  | Willy Reynders      | Franky Van der Elst             | Arnar Viðarsson                  | Q Team                      |
| 13 | KV Oostende         | Oostende            | Albertparkstadion            | 8.000  | Herman Vermeulen    | Gilbert Bodart                  | Paul Okon                        | Groep Sleuyter              |
| 14 | Racing Genk         | Genk                | Fenixstadion                 | 21.000 | René Vandereycken   |                                 | Jan Moons                        | Carglass / Euphony          |
| 15 | Sint-Truidense VV   | Sint-Truiden        | Staaien                      | 14.785 | Peter Voets         | Marc Wilmots, Guy Mangelschots  | Peter Delorge                    | Belisol                     |
| 16 | Sporting Charleroi  | Charleroi           | Mambourg                     | 18.593 | Jacky Mathijssen    |                                 | Frank Defays                     | Crefibel / Brutélé          |
| 17 | Standard de Liège   | Luik                | Stade Maurice Dufrasne       | 30.023 | Dominique D'Onofrio |                                 | Eric Deflandre                   | ALE Télédis                 |
| 18 | KVC Westerlo        | Westerlo            | 't Kuipje                    | 8.000  | Jan Ceulemans       |                                 | Chris Janssens                   | Cash & Fresh                |

## Eindstand
|         |    |                    | P  | W  | G  | V  | +  | -  | DS  | Ptn |
| ------- | -- | ------------------ | -- | -- | -- | -- | -- | -- | --- | --- |
| K (CL)  | 1  | Club Brugge        | 34 | 24 | 7  | 3  | 83 | 25 | +58 | 79  |
| (CL)    | 2  | Anderlecht         | 34 | 23 | 7  | 4  | 75 | 34 | +41 | 76  |
| (UEFA)  | 3  | Genk               | 34 | 21 | 7  | 6  | 59 | 37 | +22 | 70  |
|         | 4  | Standard           | 34 | 21 | 7  | 6  | 64 | 30 | +34 | 70  |
|         | 5  | Charleroi          | 34 | 19 | 7  | 8  | 47 | 34 | +13 | 64  |
|         | 6  | KAA Gent           | 34 | 18 | 5  | 11 | 46 | 36 | +10 | 59  |
|         | 7  | La Louvière        | 34 | 12 | 8  | 14 | 43 | 43 | +0  | 44  |
|         | 8  | Lokeren            | 34 | 11 | 11 | 12 | 36 | 38 | −2  | 44  |
| (beker) | 9  | Germinal Beerschot | 34 | 12 | 6  | 16 | 36 | 45 | −9  | 42  |
|         | 10 | Lierse             | 34 | 12 | 5  | 17 | 57 | 60 | −3  | 41  |
|         | 11 | Cercle Brugge      | 34 | 12 | 5  | 17 | 45 | 74 | −29 | 41  |
|         | 12 | Westerlo           | 34 | 11 | 6  | 17 | 34 | 54 | −20 | 39  |
|         | 13 | Moeskroen          | 34 | 10 | 6  | 18 | 40 | 43 | −3  | 36  |
|         | 14 | Sint-Truiden       | 34 | 10 | 6  | 18 | 40 | 58 | −18 | 36  |
|         | 15 | Brussels           | 34 | 10 | 3  | 21 | 32 | 60 | −28 | 33  |
|         | 16 | Beveren            | 34 | 8  | 8  | 18 | 43 | 59 | −16 | 32  |
| D       | 17 | Oostende           | 34 | 6  | 9  | 19 | 31 | 62 | −31 | 27  |
| D       | 18 | Mons               | 34 | 7  | 5  | 22 | 39 | 58 | −19 | 26  |

P: wedstrijden gespeeld, W: wedstrijden gewonnen, G: gelijke spelen, V: wedstrijden verloren, +: gescoorde doelpunten, -: doelpunten tegen, DS: doelsaldo, Ptn: totaal punten
K: kampioen, D: degradeert, (beker): bekerwinnaar, (CL): geplaatst voor Champions League, (UEFA): geplaatst voor UEFA-beker

## Topscorers
| Scorer               | Goals | Team                | Land                 |
| -------------------- | ----- | ------------------- | -------------------- |
| Nenad Jestrović      | 18    | RSC Anderlecht      | Servië en Montenegro |
| Kevin Vandenbergh    | 17    | KRC Genk            | België               |
| Sambegou Bangoura    | 15    | Standard Luik       | Guinee               |
| Rune Lange           | 15    | Club Brugge         | Noorwegen            |
| Mohammed Aliyu Datti | 14    | RAEC Mons           | Nigeria              |
| Aruna Dindane        | 14    | RSC Anderlecht      | Ivoorkust            |
| Moussa Sanogo        | 14    | KSK Beveren         | Ivoorkust            |
| Archie Thompson      | 14    | Lierse SK           | Australië            |
| Marcin Żewłakow      | 14    | Excelsior Moeskroen | Polen                |

## Individuele prijzen

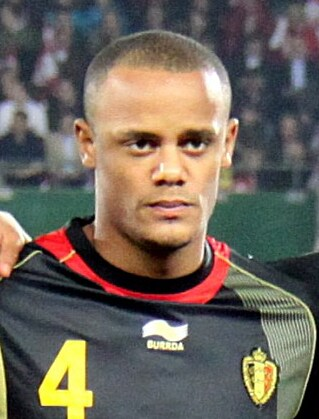
De 18-jarige Vincent Kompany sleepte in het seizoen 2004/05 onder meer de Gouden Schoen en de trofee voor Profvoetballer van het Jaar in de wacht.

- Gouden Schoen:  Vincent Kompany (RSC Anderlecht)
- Profvoetballer van het Jaar:  Vincent Kompany (RSC Anderlecht)
- Trainer van het Jaar:  Trond Sollied (Club Brugge)
- Keeper van het Jaar:  Silvio Proto (La Louvière)
- Scheidsrechter van het Jaar:  Paul Allaerts
- Ebbenhouten Schoen:  Vincent Kompany (RSC Anderlecht)
- Jonge Profvoetballer van het Jaar:  Vincent Kompany (RSC Anderlecht)

1895/96 · 1896/97 · 1897/98 · 1898/99 · 1899/00 · 1900/01 · 1901/02 · 1902/03 · 1903/04 · 1904/05 · 1905/06 · 1906/07 · 1907/08 · 1908/09 · 1909/10 · 1910/11 · 1911/12 · 1912/13 · 1913/14 · 1914/15 · 1915/16 · 1916/17 · 1917/18 · 1918/19 · 
1919/20 · 1920/21 · 1921/22 · 1922/23 · 1923/24 · 1924/25 · 1925/26 · 1926/27 · 1927/28 · 1928/29 · 1929/30 · 1930/31 · 1931/32 · 1932/33 · 1933/34 · 1934/35 · 1935/36 · 1936/37 · 1937/38 · 1938/39 · 1939/40 · 1940/41 · 1941/42 · 1942/43 · 1943/44 · 1944/45 · 1945/46 · 1946/47 · 1947/48 · 1948/49 · 1949/50 · 1950/51 · 1951/52 · 1952/53 · 1953/54 · 1954/55 · 1955/56 · 1956/57 · 1957/58 · 1958/59 · 1959/60 · 1960/61 · 1961/62 · 1962/63 · 1963/64 · 1964/65 · 1965/66 · 1966/67 · 1967/68 · 1968/69 · 1969/70 · 1970/71 · 1971/72 · 1972/73 · 1973/74 · 1974/75 · 1975/76 · 1976/77 · 1977/78 · 1978/79 · 1979/80 · 1980/81 · 1981/82 · 1982/83 · 1983/84 · 1984/85 · 1985/86 · 1986/87 · 1987/88 · 1988/89 · 1989/90 · 1990/91 · 1991/92 · 1992/93 · 1993/94 · 1994/95 · 1995/96 · 1996/97 · 1997/98 · 1998/99 · 1999/00 · 2000/01 · 2001/02 · 2002/03 · 2003/04 · 2004/05 · 2005/06 · 2006/07 · 2007/08 · 2008/09 · 2009/10 · 2010/11 · 2011/12 · 2012/13 · 2013/14 · 2014/15 · 2015/16 · 2016/17 · 2017/18 · 2018/19 · 2019/20 · 2020/21· 2021/22 · 2022/23 · 2023/24 · 2024/25 · 2025/26